# 新峴駅 (慶尚北道)
新峴駅（シニョンえき）は、大韓民国慶尚北道聞慶市にかつて存在した韓国鉄道公社の駅である。

## 歴史
- 1969年6月20日 - 開業。
- 2008年1月1日 - 廃止。

## 隣の駅
韓国鉄道公社
聞慶線
鎮南駅 - 新峴駅 - 麻城駅